# Maczo
Maczo – pierwszy singel z czwartego albumu studyjnego Krzysztofa "K.A.S.Y." Kasowskiego pt. Maczo?. Zawiera utwór Maczo w 6 wersjach oraz zapowiedź tego utworu. Do utworu powstał teledysk.

## Lista utworów
Opracowano na podstawie materiału źródłowego
1. Maczo (Radio Mezcla) – 3:08
2. Maczo (Larga Mezcla) – 4:30
3. Maczo (Latina Mezcla) – 3:08
4. Maczo (Instrumental) – 3:08
5. Maczo (Martin S. Remix) – 5:23
6. Maczo (A Capella) – 2:49
7. Anuncio – 0:07

Łączny czas: 22:13

## Twórcy
- Krzysztof Kasowski – śpiew, muzyka, tekst, fortepian, bongosy, producent
- Jesus Estrada Guzman (Los Amigos) – śpiew
- Gabriel Hernandez Rizo (Los Amigos) – śpiew, gitara
- Alejandro Becerra Avalos (Los Amigos) – bas elektryczny
- plutonowy Piotr Scibisz – trąbka
- Jacek Gawłowski – producent